# مارات مخوموتوف
مارات مخوموتوف (بالروسية: Махмутов, Марат Максутович)‏ هو لاعب كرة قدم روسي في مركز الدفاع، ولد في 3 سبتمبر 1975 في موسكو في روسيا. لعب مع أورال يكاترينبورغ وتشورنومورتس أوديسا وتوربيدو موسكو وروبين قازان وشينيك ياروسلافل.